# La cita (cuento)
La cita (en inglés: The Assignation, literalmente es traducido como La asignación) es un cuento del escritor norteamericano Edgar Allan Poe que se publicó por primera vez en 1834, aunque se reeditó con algunas correcciones en 1845. Se ha estudiado mucho ya que la historia de amor que en él se cuenta se cree que está basada en la relación entre el poeta romántico inglés Lord Byron y la condesa Teresa Guiccioli.

## Argumento
La historia transcurre de noche, en la ciudad de Venecia. El narrador regresa a casa en una góndola. En un momento dado, cerca del Puente de los Suspiros, un grito coge desprevenido al gondolero, que se asusta y deja caer el remo al agua. El narrador capta la presencia de muchas antorchas y un tumulto de gente asomada por las ventanas y las escaleras del Palacio Ducal. La marquesa Afrodita, una noble local, había gritado por el niño que se le había escapado de los brazos mientras miraba por una ventana del Palacio y había caído al canal.
La marquesa aparece descalza, semidesnuda y mirando al horizonte, sin hacer otra cosa que permanecer quieta como si de una estatua se tratara. Mientras tanto su marido, el anciano Mentoni, parece aburrido y da órdenes distraído para el rescate de su único hijo. Tras varias búsquedas por parte de los criados de la noble, un desconocido extranjero cubierto con un manto se sumerge y saca a la superficie al niño aún vivo. El extranjero intenta ponerlo en brazos de la sonrojada madre, pero Mentoni se lo arrebata y lleva al palacio. Tras el rescate, el narrador se da cuenta de que la marquesa Afrodita susurra al oído del extranjero que ha ganado y que se encontrarían una hora más tarde al amanecer, una frase que no tiene sentido para el narrador.
Al ver al extranjero desamparado, el narrador decide llevarle en su góndola y, como agradecimiento, el extranjero le invita a su residencia, que se alza sobre el Gran Canal, a la mañana siguiente al amanecer. Al entrar en la morada del extranjero, el narrador queda estupefacto ante las esculturas, pinturas, alfombras, todas esas obras de arte procedentes de todo el mundo. El anfitrión se le muestra toda su colección de obras de arte antiguas y, por último, un cuadro de tamaño natural de la marquesa Afrodita.
A pesar de lo temprano de la hora, el extranjero invita al narrador a  beber con él. Un poema en inglés recuerda al narrador que ha oído decir que el extranjero es inglés, y también se dice que la marquesa, a quien probablemente va dirigido el poema, vivió durante un tiempo en Londres. Una hora después del amanecer, el extranjero se tumba inconsciente sobre una otomana.
Inmediatamente un paje de Mentoni llama a la puerta sin aliento anunciando la noticia de la partida de la marquesa Afrodita que había muerto envenenada y, el narrador, intentando despertar al extranjero, se da cuenta de que el éste ha muerto a consecuencia de la ingestión del veneno que había puesto en su copa, la cual se ha ennegrecido. En este punto, el narrador y el lector pueden explicarse las palabras que la marquesa Afrodita había susurrado al extranjero.

## Análisis

### Personajes
- El narrador: la historia se cuenta desde su punto de vista. No se menciona su nombre.
- El extranjero: su nombre no se conoce. Tampoco se sabe nada de él.
- La marquesa Afrodita: es la única mujer que aparece en este relato. Su apariencia es la de una mujer helénica. Representa la belleza de la mujer, del erotismo y de la fertilidad. Su apariencia podría decirse que está basada en la Venus de Cnido.
- Mentoni: el anciano marido de la marquesa Afrodita.

### Tema
La cita es la historia más romántica que Poe escribió en su vida. La crítica dijo que es "una mezcla tal de amargura y dulzura que se aferra a la memoria como una balada".
El relato trata sobre una historia de amor incompleta que acaba en el suicidio. El motivo de un amor que sólo se realiza en la muerte ha sido desarrollado varias veces por Poe. Pero a pesar de ese trágico final, detrás de este tema se halla oculta la concepción artística del amor. La nobleza con la que el extranjero salva al hijo de la mujer que ama le convierte en vencedor, no solo del amor de la marquesa, sino sobre su marido que no tuvo el valor de descender a las aguas.
Los sentimientos suicidas del extranjero son reflejados en su deseo por detener el dolor de estar separado de su amada y no serle posible estar con ella para siempre. Cuando aparece en la superficie con el bebé vivo en sus brazos, Afrodita tiembla, no de emoción, sino de nerviosismo, porque se va a rendir a la eternidad junto a su amado y aceptar su destino. Como el extranjero y la marquesa no pueden estar juntos en vida, se unen suicidándose al mismo tiempo (véase también el final de la tragedia Beauchamp-Sharp, cuyos antecedentes inspiró a Poe para escribir Politian).
“-Has vencido -dijo, a menos que el murmullo del agua me engañara-. Has vencido... Una hora después de la salida del sol... ¡Así sea!” Con esas palabras, la marquesa puso fecha a lo que sería el fin de sus vidas. Y tal como ella dijo cuando recibe a su hijo de nuevo, una hora después del amanecer, el amante bebió vino envenenado, el mismo que ofreció a su invitado. Así fue como acabó junto a su amada, y consiguieron estar los dos juntos en otra vida. Respecto al narrador, da la sensación de que, al beber el vino que el amante de Afrodita le ofrece, sigue el mismo camino que éste.
La cita es el primero de los relatos de Poe en poner sobre la mesa uno de los temas que posteriormente sería uno de sus preferidos: la muerte de la mujer bella, tan elogiado como poético según plasma el escritor en Filosofía de la composición. Poe habla personalmente de la muerte de una mujer que refleja una vida amarga y la pérdida de seres queridos como su mujer o como su madre.
En este relato se incluye un poema completo, escrito por un joven que sufre por amor, en la que se transparenta la esencia poética de Poe. María Bonaparte vio en el niño rescatado a un hijo del extranjero con la marquesa.
Un epígrafe de Henry King (1592-1669), poeta inglés y obispo de Chichester, resume bien el tema del relato:

Stay for me there! I will not fail

To meet thee in that hollow vale.
¡Espérame allí! No dejaré de ir

a tu encuentro en este hondo valle.
Fragmento del poema The Exequy (1624) compuesto por King a la muerte de su esposa Anne.